# La Dorada (Caldas)
La Dorada est une municipalité située dans le département de Caldas, en Colombie.